# Europa (cohete)
El Europa fue un cohete espacial europeo de tres etapas desarrollado a principios de los años 1960 por la ELDO (European Launcher Development Organisation, Organización de Desarrollo del Lanzador Europeo). También denominado ELDO A, fue el primer lanzador desarrollado a nivel de Europa.

## Desarrollo
Cada etapa fue desarrollada por un país diferente: la primera etapa consistía en realidad en el cuerpo de un misil británico Blue Streak (derivado del Black Knight), la segunda etapa, llamada Coralie era francesa y la tercera, Astris, alemana. La cofia fue desarrollada por Italia, y Bélgica y Holanda se encargaron de los sistemas de seguimiento. Al proyecto se unió Australia (el único socio no europeo) en calidad de albergadora de las instalaciones de lanzamiento de Woomera. Todas los intentos de alcanzar órbita fracasaron debido a fallos en la segunda y tercera etapas. El proyecto fue cancelado tras el abandono de los socios británicos, dando paso al desarrollo de la familia de cohetes Ariane.
El proyecto se desarrollaría en tres fases:
- Fase I: tres vuelos de prueba de la primera fase solamente para probar las modificaciones hechas al Blue Streak y los sistemas de telemetría y seguimiento. Los tres vuelos fueron exitosos.

- Fase II: tres vuelos suborbitales del vehículo con las tres etapas. En el primer vuelo sólo funcionaría la primera etapa, en el segundo vuelo las dos primeras y en el tercer vuelo funcionarían las tres. Serían lanzados en dirección norte para acabar impactando en algún lugar del Desierto de Simpson. Los vuelos fueron un fracaso.

- Fase III: cuatro vuelos orbitales en los que se habría validado el lanzador. Nunca se llegó a esta fase.

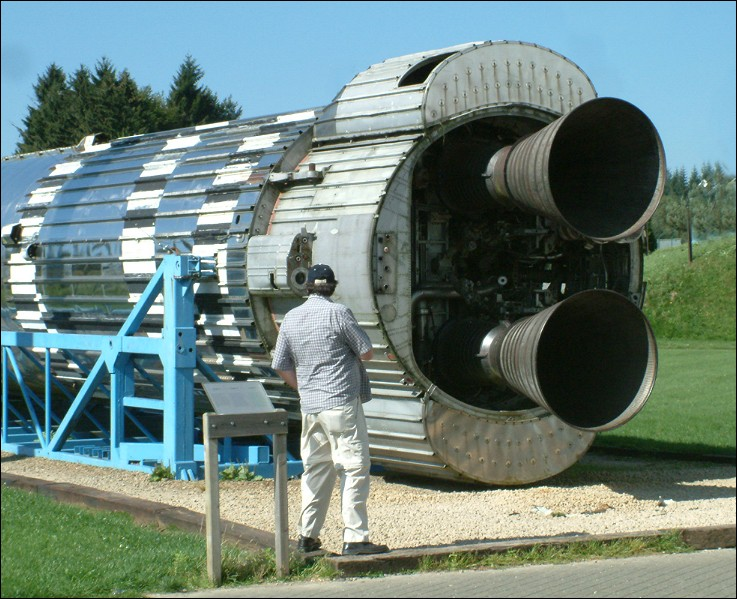
Motores del Europa II.

En la práctica, sólo la Fase I tuvo éxito. En la Fase II la segunda y tercera etapas tuvieron diversos problemas, hasta el punto de añadir un vuelo más a la Fase II para compensar los problemas. En total llegaron a hacerse 11 lanzamientos, 7 de los cuales supusieron un fracaso.
Los británicos empezaron a perder interés, centrándose, a partir de la experiencia adquirida con el Black Knight y el Blue Streak en el desarrollo de su propio cohete, el Black Arrow, y el lugar de lanzamiento fue cambiado a la Guayana Francesa. Poco después Reino Unido prácticamente abandonó el proyecto, lo que también supuso el fin de la ELDO, no sin antes rediseñar el cohete para convertirlo en un lanzador de cuatro etapas, siendo la cuarta etapa la fase superior de un cohete francés Diamant BP4 modificada, el Diamant B-3 (PAS, Perigee-Apogee System), con lo que pasó a denominarse Europa II, tras lo cual el proyecto fue cancelado definitivamente, pese a llegar a proyectarse incluso una versión totalmente rediseñada y más potente del cohete, el Europa III, que nunca llegó a ser construida. Francia tomó las riendas, llegando a la creación de la ESA y del lanzador Ariane.
El primer lanzamiento de la Fase I tuvo lugar el 4 de junio de 1964. El último vuelo fue lanzado el 5 de noviembre de 1971.

## Especificaciones
- Carga máxima: 200 kg a una órbita de transferencia geoestacionaria.
- Empuje en despegue: 1500 kN
- Masa total: 104.670 kg.
- Diámetro del cuerpo principal: 3,05 m.
- Longitud total: 33 m.

## Lanzamientos
| Vuelo | Fecha                   | Modelo    | Etapas activas                     | Satélite                    | Lugar de lanzamiento |
| ----- | ----------------------- | --------- | ---------------------------------- | --------------------------- | -------------------- |
| 01    | 5 de junio de 1964      | Europa I  | Blue Streak                        | -                           | Woomera              |
| 02    | 1 de octubre de 1964    | Europa I  | Blue Streak                        | -                           | Woomera              |
| 03    | 1 de marzo de 1965      | Europa I  | Blue Streak                        | -                           | Woomera              |
| 04    | 23 de mayo de 1966      | Europa I  | Blue Streak                        | maqueta de la segunda etapa | Woomera              |
| 05    | 14 de noviembre de 1966 | Europa I  | Blue Streak                        | maqueta de la segunda etapa | Woomera              |
| 06    | 4 de agosto de 1967     | Europa I  | Blue Streak y Coralie              | maqueta de la tercera etapa | Woomera              |
| 07    | 4 de diciembre de 1967  | Europa I  | Blue Streak y Coralie              | maqueta de la tercera etapa | Woomera              |
| 08    | 29 de noviembre de 1968 | Europa I  | Blue Streak, Coralie y Astris      | STV-1                       | Woomera              |
| 09    | 3 de julio de 1969      | Europa I  | Blue Streak, Coralie y Astris      | STV-2                       | Woomera              |
| 10    | 12 de junio de 1970     | Europa I  | Blue Streak, Coralie y Astris      | STV-3                       | Woomera              |
| 11    | 4 de noviembre de 1971  | Europa II | Blue Streak, Coralie, Astris y PAS | STV-4                       | Kourou               |